# Агнеса Гогенштауфен
Агнеса Гогенштауфен (нім. Agnes von Hohenstaufen, нар. між 1116 та 1118 — пом. 1151) — велика княгиня Київська (у шлюбі з Ізяславом II Мстиславичем). Відома також як Агнес Франконська.

## Життєпис
Походила з династії Гогенштауфенів. Старша донька Конрада III, короля Німеччини, та Гертруди фон Комбург. Народилася приблизно між 1116 та 1118 роками. Наприкінці правління Мстислава I, великого князя Київського, стала дружиною його сина Ізяслава. У 1135 році разом з чоловіком перебралася до Володимира-Волинського, де опікувалася княжим двором. У 1140-х роках разом з чоловіком була княгинею в Переяславі.
Лише у 1146 році після захоплення Ізяславом Мстиславичем Києва стає великою княгинею. Втім, внаслідок політичної боротьби у 1149 році залишає Київ. У 1151 році Ізяслав II знову стає великим князем. Агнеса повертається до Києва, проте того ж року помирає.

## Родина
- Мстислав (1125/26 — 1170) — великий князь Київський у 1167—1170 роках
- донька (д/н — після 1143), дружина Полоцького князя Рогволда Борисовича.
- Євдокія (д/н — після 1151), дружина Мешко ІІІ, князя Великопольського.
- Ярослав (бл. 1132—1180), великий князь Київський у 1173—1174 роках.
- Ярополк (? — 1168), князь буський